# Johann Kröner

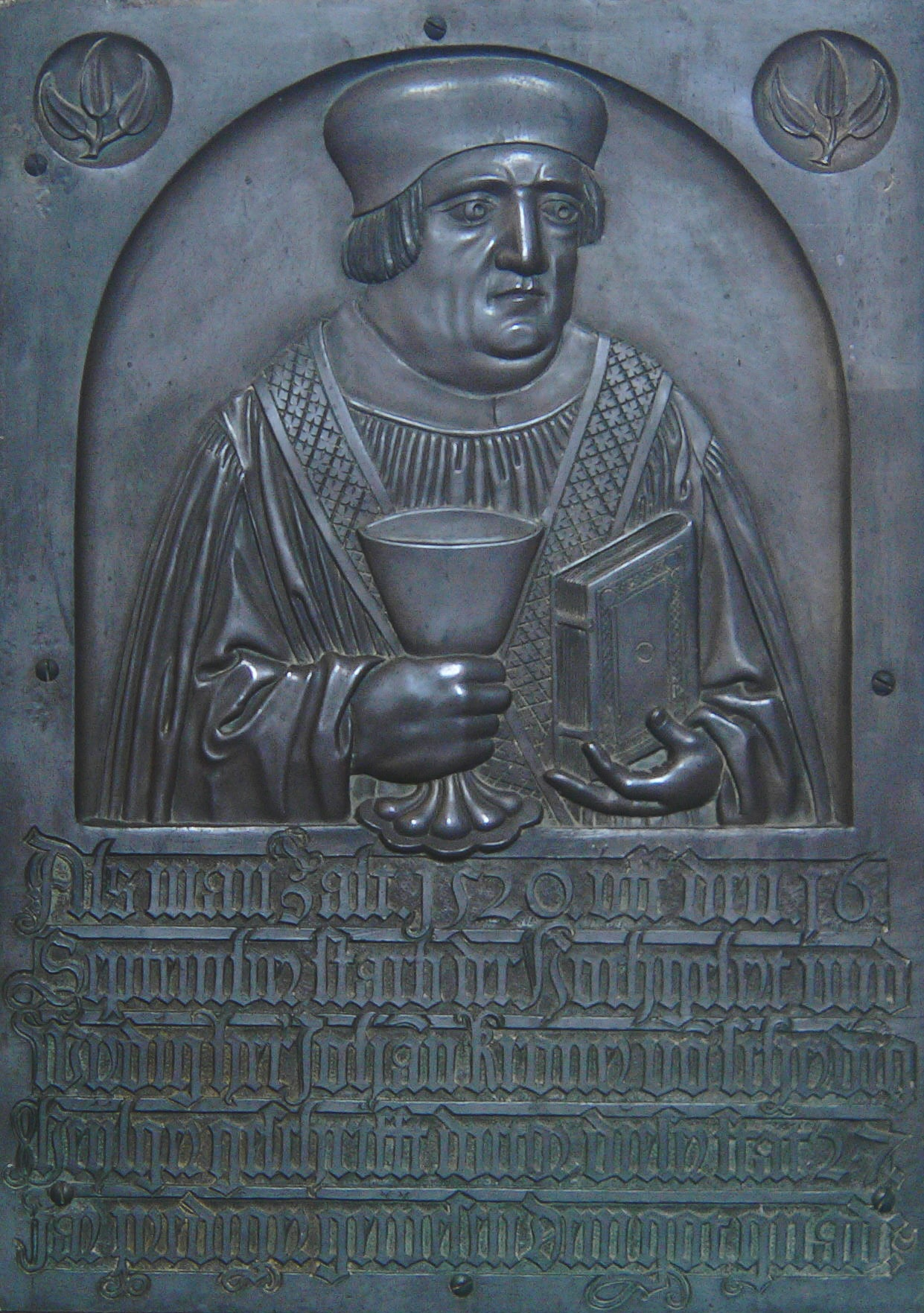
Epitaph für Johann Kröner in der Heilbronner Kilianskirche

Johann Kröner (auch Kroner, Krener, Chrener u. ä., * um 1460; † 16. November 1520) war von 1493 bis zu seinem Tod 1520 Prediger an der Kilianskirche in Heilbronn und damit Amtsvorgänger des Heilbronner Reformators Johann Lachmann. Ob Kröner selbst bereits reformatorisch gesinnt war, ist umstritten.

## Leben
Er stammte aus Schärding, mehr ist über seine Abstammung nicht bekannt. Auch sein Geburtsdatum ist unbekannt und wird lediglich aus den bekannten biografischen Angaben geschätzt. Am 31. März 1476 schrieb er sich an der Universität Ingolstadt ein und wurde dort 1493 zum Doktor der Theologie promoviert. Wie zu jener Zeit üblich wurde er vermutlich nach Ende des Grundstudiums um 1484 zum Priester geweiht und mit Pfründen versehen, mit denen er seinen Lebensunterhalt und die weiteren Studien in Ingolstadt finanziert haben mag. Er war zeitweilig Pfarrer in Walkertshofen, war jedoch auch in der Reichsstadt Augsburg bzw. im Bistum Augsburg in unbekanntem Umfang bepfründet. Vermutlich von Augsburg aus wurde er nach Heilbronn empfohlen, da zwischen den Reichsstädten traditionell enge Beziehungen bestanden.
In Heilbronn ist er erstmals 1493 belegt, als er anlässlich seiner Promovierung 4 Gulden aus der Stadtkasse erhielt. Dort war er wohl schon vor der Promovierung an der Kilianskirche Nachfolger des Predigers Johann Priester aus Neipperg geworden, der letztmals im November 1492 belegt ist. Zunächst scheint Kröner nur befristet auf ein Jahr angestellt gewesen zu sein. 1494 wurde ihm die Predigtpfründe der Kilianskirche für sieben Jahre zugesprochen, 1502 nochmals für sieben Jahre, 1508 dann auf Lebenszeit. Außerdem stand ihm eine Wohnung im Haus des Predigeramts zu, und er gehörte zur Heilbronner Präsenz, d. h. zum Zusammenschluss der örtlich bepfründeten Geistlichkeit, aus der er ebenfalls Einkünfte bezog.
Als Kröner nach Heilbronn kam, besaß er bereits zahlreiche Bücher, was auf einen gewissen Wohlstand hinweist. Die Kilianspredigerpfründe war auf jährlich zunächst 80 Gulden dotiert, die ihm in vierteljährlichen Raten zu 20 Gulden ausbezahlt wurden. Die Pfründe der Heilbronner Predigerstelle wurde allmählich erhöht und belief sich 1508 bereits auf 130 Gulden jährlich. Wie hoch seine Einkünfte aus den Walkertshofer und Augsburger Pfründen waren, ist unbekannt. Auf Drängen des Augsburger Bischofs verzichtete Kröner 1508 auf die Augsburger Pfründen und wurde vom Heilbronner Rat mit der geringen Pfründe der Heilbronner Spitalkirche entschädigt.
Kröner genoss in Heilbronn hohes Ansehen, weil er bei verschiedenen Auseinandersetzungen zwischen Rat und Präsenz sowie Klöstern zu schlichten vermochte. In seine Amtszeit fällt 1508 eine Reform der Predigttage, die in Heilbronn seit der Stiftung des Predigeramtes 1426 im Mettelbachschen Stiftungsbrief festgeschrieben waren, durch Kröner jedoch den von der Bevölkerung zum Gottesdienst bevorzugten Sonn- und Feiertagen angepasst wurden. Bei seinem Tod besaß Kröner ein Vermögen von 2175 Gulden und gehörte damit zur finanziellen Oberschicht der Reichsstadt.
Sein Testament hat Kröner Johann Lachmann diktiert, der seit 1514 Pfarrverweser in Heilbronn war, 1521 Kröners Nachfolger als Prediger wurde und ab 1524 lutherisch predigte. Unter den Zeugen des Testaments ist auch der spätere Weinsberger Reformator Erhard Schnepf. Das Testament lässt aufgrund der geschilderten Lebensumstände der Erben Rückschlüsse über Kröners Herkunft aus bescheidenen Verhältnissen zu. Etwa ein Viertel seines Vermögens (530 Gulden) kam an kirchliche Institutionen, ein weiterer größerer Teil floss in Stiftungen, und zwar eine für Augsburger Studenten in Ingolstadt und eine für Heilbronner Studenten in Heidelberg. Die Heilbronner Stiftung bestand bis nach dem Ersten Weltkrieg. In seinem Testament verfügte er unter anderem auch, dass ein Teil seiner wohl über 100 Bände umfassenden Bibliothek dem Heilbronner Predigeramt zukommen solle, während die weiteren Empfänger der Bücher nicht näher bezeichnet sind. Eine größere Zahl von Büchern aus seiner Bibliothek hat die Zeit bis heute überdauert, sie befinden sich u. a.im Stadtarchiv Heilbronn, in der Württembergischen Landesbibliothek in Stuttgart, in der Universitätsbibliothek Tübingen, in der Bibliothek des Priesterseminars Rottenburg und in der Konviktsbibliothek Tübingen. Von seinen Predigten hat sich nichts erhalten, es ist auch nichts über eine Wirkung über die Stadt hinaus bekannt.
In der Heilbronner Kilianskirche befindet sich ein metallenes Epitaph für Kröner, das jedoch einen falschen Todestag (16. September statt 16. November) angibt und eventuell erst längere Zeit nach seinem Tod gefertigt wurde.

## Rezeption
Es ist umstritten, ob Kröner bereits reformatorisch gesinnt war oder nicht. Im frühen 17. Jahrhundert bekundete der damalige erste Heilbronner Pfarrer, Johann Zückwolf: „[…] von h. mag. Strauben selig ich oft habe erzehlen hören, daß doctor Johann Kröner von Scherding, zum allerersten daß evangelium allhie habe anfangen zu predigen, welcher aber im jar 1520 allhie gestorben, wie sein epitaphium in mößing gegossen in der pfarrkirchen allhie außweißet, und allso vor Luthero auch noch mitten im Bapstumb daß evangelium schon muß geprediget haben […]“. Der zitierte verstorbene Magister Straub (1565–1603) ist jedoch auch erst lange nach Kröners Tod geboren und kann kein Zeuge von Kröners reformatorischen Predigten gewesen sein.
Eigenhändige schriftliche Zeugnisse Kröners sind nicht überliefert. Auch in den aus seiner Bibliothek auf uns gekommenen Bänden sind nur sehr selten Anstreichungen oder Anmerkungen zu finden. Die Beschriftung mancher Bände scheint eigenhändig zu sein. Aus der Art der Bibliothek, die neben geistlichen Schriften und Werken zur griechischen und römischen Geschichte u. a. auch Vitruvs De architectura (Venedig 1496) oder Johannes Reuchlins Augenspiegel (Tübingen 1511) enthielt, kann auf eine vielseitig geistig-geistliche Interessenlage Kröners geschlossen werden.
In seinem Testament ist er durch verschiedene Jahrtagsstiftungen an die Kilianskirche und die Karmelitenkirche in Heilbronn sowie an die Pfarrkirche in Walkertshofen noch sehr um sein Seelenheil bemüht. Daraus und aus dem Mangel an reformatorischen Zeugnissen lehnt Hummel (1986) eine frühe reformatorische Gesinnung Kröners ab.